# Општина Гванахуато (Гванахуато)
Гванахуато (шп. Guanajuato) општина је у Мексику у савезној држави Гванахуато. Општина се налази на надморској висини од 2045 м.

## Становништво
Према подацима из 2010. у општини је живело 171709 становника.

### Хронологија
| Година       | 2000                   | 2005                   | 2010                   |
| ------------ | ---------------------- | ---------------------- | ---------------------- |
| Становништво | 141196 (68357 / 72839) | 153364 (73935 / 79429) | 171709 (82830 / 88879) |

### Попис
| \| \| м \| \| \| ж \| \| 0—2 \| 4.820 \| \| \| 4.842 \| \| 3—5 \| 4.901 \| \| \| 4.938 \| \| 6—11 \| 10.038 \| \| \| 9.655 \| \| 12—14 \| 4.981 \| \| \| 4.975 \| \| 15—17 \| 5.379 \| \| \| 5.273 \| \| 18—24 \| 11.565 \| \| \| 12.195 \| \| 60+ \| 5.952 \| \| \| 7.326 \| \| Просек : \| 28,2 \| \| \| 29,5 \| |        |  |  |        |
| |        |  |  |        |
| | м      |  |  | ж      |
| 0—2 | 4.820  |  |  | 4.842  |
| 3—5 | 4.901  |  |  | 4.938  |
| 6—11 | 10.038 |  |  | 9.655  |
| 12—14 | 4.981  |  |  | 4.975  |
| 15—17 | 5.379  |  |  | 5.273  |
| 18—24 | 11.565 |  |  | 12.195 |
| 60+ | 5.952  |  |  | 7.326  |
| Просек : | 28,2   |  |  | 29,5   |

| #   | Индикатор                                                                                        | Вредност |
| --- | ------------------------------------------------------------------------------------------------ | -------- |
| 1   | Становништво од 0 до 2 године                                                                    | 9662     |
| 2   | Мушко становништво од 0 до 2 године                                                              | 4820     |
| 3   | Женско становништво од 0 до 2 године                                                             | 4842     |
| 4   | Становништво са 3 и више година                                                                  | 159027   |
| 5   | Мушко становништво са 3 и више година                                                            | 76502    |
| 6   | Женско становништво са 3 и више година                                                           | 82525    |
| 7   | Становништво са 5 и више година                                                                  | 152419   |
| 8   | Мушко становништво са 5 и више година                                                            | 73245    |
| 9   | Женско становништво са 5 и више година                                                           | 79174    |
| 10  | Становништво са 12 и више година                                                                 | 129495   |
| 11  | Мушко становништво са 12 и више година                                                           | 61563    |
| 12  | Женско становништво са 12 и више година                                                          | 67932    |
| 13  | Становништво са 15 и више година                                                                 | 119539   |
| 14  | Мушко становништво са 15 и више година                                                           | 56582    |
| 15  | Женско становништво са 15 и више година                                                          | 62957    |
| 16  | Становништво са 18 и више година                                                                 | 108887   |
| 17  | Мушко становништво са 18 и више година                                                           | 51203    |
| 18  | Женско становништво са 18 и више година                                                          | 57684    |
| 19  | Становништво од 3 до 5 година                                                                    | 9839     |
| 20  | Мушко становништво од 3 до 5 година                                                              | 4901     |
| 21  | Женско становништво од 3 до 5 година                                                             | 4938     |
| 22  | Становништво од 6 до 11 година                                                                   | 19693    |
| 23  | Мушко становништво од 6 до 11 година                                                             | 10038    |
| 24  | Женско становништво од 6 до 11 година                                                            | 9655     |
| 25  | Становништво од 8 до 14 година                                                                   | 23158    |
| 26  | Мушко становништво од 8 до 14 година                                                             | 11709    |
| 27  | Женско становништво од 8 до 14 година                                                            | 11449    |
| 28  | Становништво од 12 до 14 година                                                                  | 9956     |
| 29  | Мушко становништво од 12 до 14 година                                                            | 4981     |
| 30  | Женско становништво од 12 до 14 година                                                           | 4975     |
| 31  | Становништво од 15 до 17 година                                                                  | 10652    |
| 32  | Мушко становништво од 15 до 17 година                                                            | 5379     |
| 33  | Женско становништво од 15 до 17 година                                                           | 5273     |
| 34  | Становништво од 18 до 24 године                                                                  | 23760    |
| 35  | Мушко становништво од 18 до 24 године                                                            | 11565    |
| 36  | Женско становништво од 18 до 24 године                                                           | 12195    |
| 37  | Женско становништво од 15 до 49 година                                                           | 48844    |
| 38  | Становништво са 60 и више година                                                                 | 13278    |
| 39  | Мушко становништво са 60 и више година                                                           | 5952     |
| 40  | Женско становништво са 60 и више година                                                          | 7326     |
| 41  | Однос између мушкараца и жена                                                                    | 93.19    |
| 42  | Становништво од нуле до 14 година                                                                | 49150    |
| 43  | Становништво од 15 до 64 године                                                                  | 110503   |
| 44  | Становништво од 65 година и више                                                                 | 9036     |
| 45  | Просечан број деце                                                                               | 2.29     |
| 46  | Становништво рођено у ентитету                                                                   | 157168   |
| 47  | Мушко становништво рођено у ентитету                                                             | 75746    |
| 48  | Женско становништво рођено у ентитету                                                            | 81422    |
| 49  | Становништво рођено у другом ентитету                                                            | 10357    |
| 50  | Мушко становништво рођено у другом ентитету                                                      | 4978     |
| 51  | Женско становништво рођено у другом ентитету                                                     | 5379     |
| 52  | Становништво од 5 година и више резидентно у ентитету у јуну 2005. године                        | 148127   |
| 53  | Мушко становништво старосног доба од 5 година и више, резидентно у ентитету у јуну 2005. године  | 70672    |
| 54  | Женско становништво старосног доба од 5 и више година, резидентно у ентитету у јуну 2005. године | 77455    |
| 55  | Становништво од 5 година и више које је живело у другом ентитету у јуну 2005. године             | 2267     |
| 56  | Мушко становништво старије од 5 година које је живело у другом ентитету у јуну 2005. године      | 1209     |
| 57  | Женско становништво старије од 5 година које је живело у другом ентитету у јуну 2005. године     | 1058     |
| 58  | Становништво од 3 године и више које говори аутохтони језик                                      | 317      |
| 59  | Мушко становништво старо 3 године и више које говори аутохтони језик                             | 183      |
| 60  | Женско становништво старо 3 године и више које говори аутохтони језик                            | 134      |
| 61  | Становништво од 3 године и више које говори аутохтони језик и не говори шпански језик            | 1        |
| 62  | Мушко становништво старо 3 године и више које говори аутохтони језик и не говори шпански         | 0        |
| 63  | Женско становништво старо 3 године и више које говори аутохтони језик и не говори шпански језик  | 1        |
| 64  | Становништво старо 3 године и више које говори аутохтони језик и шпански                         | 158      |
| 65  | Мушко становништво старо 3 године и више које говори аутохтони језик и шпански                   | 89       |
| 66  | Женско становништво старо 3 године и више које говори аутохтони језик и шпански                  | 69       |
| 67  | Становништво од 5 година и више које говори аутохтони језик                                      | 306      |
| 68  | Становништво од 5 година и више које говори аутохтони језик и не говори шпански језик            | 0        |
| 69  | Становништво од 5 година и више које говори аутохтони језик и говори шпански језик               | 156      |
| 70  | Становништво у домородачким домаћинствима                                                        | 643      |
| 71  | Становништво са ограничењима у активностима                                                      | 5570     |
| 72  | Становништво са ограниченим ходањем или кретањем, горе или доле                                  | 3032     |
| 73  | Становници са ограничењима вида, чак и уз кориштење сочива                                       | 1581     |
| 74  | Становништво са ограничењима говора, комуникације или конверзације                               | 375      |
| 75  | Становништво са ограниченим слухом                                                               | 578      |
| 76  | Становништво са ограничењима при одевању, купању или јелу                                        | 283      |
| 77  | Становништво са ограничењима у опажању или учењу једноставних ствари                             | 295      |
| 78  | Становништво са менталним ограничењима                                                           | 575      |
| 79  | Становништво без ограничења активности                                                           | 162416   |
| 80  | Становништво од 3 до 5 година које не похађа школу                                               | 3330     |
| 81  | Мушко становништво од 3 до 5 година које не похађа школу                                         | 1615     |
| 82  | Женско становништво од 3 до 5 година које не похађа школу                                        | 1715     |
| 83  | Становништво од 6 до 11 година које не похађа школу                                              | 293      |
| 84  | Мушко становништво од 6 до 11 година које не похађа школу                                        | 164      |
| 85  | Женско становништво од 6 до 11 година које не похађа школу                                       | 129      |
| 86  | Становништво од 12 до 14 година које не похађа школу                                             | 540      |
| 87  | Мушко становништво од 12 до 14 година које не похађа школу                                       | 292      |
| 88  | Женско становништво од 12 до 14 година које не похађа школу                                      | 248      |
| 89  | Становништво од 15 до 17 година похађа школу                                                     | 7246     |
| 90  | Мушко становништво од 15 до 17 година похађа школу                                               | 3609     |
| 91  | Женско становништво између 15 и 17 година живота у школи                                         | 3637     |
| 92  | Становништво од 18 до 24 године похађа школу                                                     | 7768     |
| 93  | Мушко становништво од 18 до 24 године похађа школу                                               | 3808     |
| 94  | Женско становништво од 18 до 24 године похађа школу                                              | 3960     |
| 95  | Становништво од 8 до 14 година које не може да чита и пише                                       | 514      |
| 96  | Мушко становништво старосног доба од 8 до 14 година које не може да чита и пише                  | 317      |
| 97  | Женско становништво старосног доби од 8 до 14 година које не може да чита и пише                 | 197      |
| 98  | Становништво од 15 година и више које је неписмено                                               | 6198     |
| 99  | Мушко становништво од 15 година и више које је неписмено                                         | 2506     |
| 100 | Женско становништво од 15 година и више које је неписмено                                        | 3692     |
| 101 | Становништво старо 15 и више година без школовања                                                | 7703     |
| 102 | Мушко становништво старо 15 и више година без школовања                                          | 3432     |
| 103 | Женско становништво старо 15 и више година без школовања                                         | 4271     |
| 104 | Становништво старосног доба 15 и више година са непотпуним основним образовањем                  | 12502    |
| 105 | Мушко становништво старосног доба од 15 година и више са непотпуном основним образовањем         | 5936     |
| 106 | Женско становништво старосног доба 15 и више година са непотпуном основним образовањем           | 6566     |
| 107 | Становништво старо 15 и више година са комплетним основним образовањем                           | 18187    |
| 108 | Мушко становништво старо 15 година и више са комплетним основним образовањем                     | 8853     |
| 109 | Женско становништво старо 15 и више година са комплетним основним образовањем                    | 9334     |
| 110 | Становништво старосног доба 15 и више година са непотпуним средњим образовањем                   | 6705     |
| 111 | Мушко становништво старосног доба од 15 година и више са непотпуним средњим образовањем          | 3611     |
| 112 | Женско становништво старосног доба од 15 година и више са непотпуним средњим образовањем         | 3094     |
| 113 | Становништво старо 15 и више година са пуним секундарном образовањем                             | 27384    |
| 114 | Мушко становништво старосног доба од 15 година и више са пуним секундарном образовањем           | 13447    |
| 115 | Женско становништво старосног доба од 15 година и више са пуним секундарном образовањем          | 13937    |
| 116 | Становништво старије од 18 година са постосновним образовањем                                    | 42995    |
| 117 | Мушко становништво старије од 18 година са постосновним образовањем                              | 19675    |
| 118 | Женско становништво старије од 18 година са постосновним образовањем                             | 23320    |
| 119 | Просечна оцена школовања                                                                         | 9.13     |
| 120 | Просечан ниво образовања мушке популације                                                        | 9.11     |
| 121 | Просечан ниво образовања женског становништва                                                    | 9.15     |
| 122 | Економски активно становништво                                                                   | 67755    |
| 123 | Економски активна мушка популација                                                               | 43617    |
| 124 | Економски активна женска популација                                                              | 24138    |
| 125 | Становништво које није економски активно                                                         | 61246    |
| 126 | Мушко становништво које није економски активно                                                   | 17642    |
| 127 | Женско становништво које није економски активно                                                  | 43604    |
| 128 | Запослено становништво                                                                           | 64007    |
| 129 | Запослено мушко становништво                                                                     | 40607    |
| 130 | Запослено женско становништво                                                                    | 23400    |
| 131 | Незапослена популација                                                                           | 3748     |
| 132 | Незапослена мушка популација                                                                     | 3010     |
| 133 | Незапослена женска популација                                                                    | 738      |
| 134 | Становништво без права на здравствене услуге                                                     | 37923    |
| 135 | Становништво које има право на здравствене услуге                                                | 130510   |
| 136 | Становништво које има право на ИМСС                                                              | 48562    |
| 137 | Становништво које има право на социјално осигурање                                               | 30597    |
| 138 | Становништво које има право на државно социјално осигурање                                       | 443      |
| 139 | Становништво које има право на опште осигурање или здравствено осигурање за нову генерацију      | 46045    |
| 140 | Становништво које је било једном или није било у браку током 12 година и више                    | 48577    |
| 141 | Венчано или уједињено становништво од 12 година и више                                           | 70616    |
| 142 | Становништво које је било у браку или уједињено 12 година и више                                 | 10147    |
| 143 | Становништво са католичком религијом                                                             | 159306   |
| 144 | Протестанти, еванђелисти и библијски следбеници различити од еванђелиста                         | 5031     |
| 145 | Становништво са другим религијама различитим од претходних                                       | 95       |
| 146 | Становништво без религије                                                                        | 3180     |
| 147 | Укупно пописаних домаћинства                                                                     | 40162    |
| 148 | Пописна домаћинства на челу са мушкарцима                                                        | 29566    |
| 149 | Пописна домаћинства на челу са женама                                                            | 10596    |
| 150 | Становништво у пописним домаћинствима                                                            | 167989   |
| 151 | Становништво у пописним домаћинствима на челу са мушкарцима                                      | 129416   |
| 152 | Становништво у пописним домаћинствима на челу са женама                                          | 38573    |
| 153 | Укупно домаћинстава                                                                              | 49679    |
| 154 | Укупно насељених домаћинстава                                                                    | 41166    |
| 155 | Укупно приватних кућа                                                                            | 48675    |
| 156 | Насељени приватни домови                                                                         | 40162    |
| 157 | Укупно насељених приватних кућа                                                                  | 41153    |
| 158 | Ненасељене приватне куће                                                                         | 5759     |
| 159 | Појединачна домаћинства за привремену употребу                                                   | 2754     |
| 160 | Становници у насељеним приватним кућама                                                          | 167989   |
| 161 | Насељеност станара у приватним становима                                                         | 4.18     |
| 162 | Просечно становника по соби у приватним насељеним домаћинствима                                  | 1.03     |
| 163 | Појединачна домаћинства са подовима од различитих материјала од земље                            | 38891    |
| 164 | Појединачна домаћинства у приземљу                                                               | 1105     |
| 165 | Појединачна домаћинства са једном спаваћом собом                                                 | 11428    |
| 166 | Појединачна домаћинства са две спаваће собе и више                                               | 28619    |
| 167 | Појединачна домаћинства са једним собом                                                          | 2433     |
| 168 | Појединачна домаћинства са две собе                                                              | 5702     |
| 169 | Појединачна домаћинства са 3 собе и више                                                         | 31879    |
| 170 | Појединачна домаћинства која имају електрично светло                                             | 39245    |
| 171 | Појединачна домаћинства која немају електрично светло                                            | 818      |
| 172 | Појединачна домаћинства која имају водоводну воду у стамбеном простору                           | 33680    |
| 173 | Појединачна домаћинства која немају водоводну воду у стамбеном простору                          | 6310     |
| 174 | Појединачна домаћинства која имају тоалет                                                        | 37294    |
| 175 | Појединачна домаћинства која имају канализацију                                                  | 37084    |
| 176 | Појединачна домаћинства која немају канализацију                                                 | 2769     |
| 177 | Појединачна домаћинства која имају електрично светло, довод воде из јавне мреже и канализацију   | 32606    |
| 178 | Појединачна домаћинства без икаквих услова                                                       | 539      |
| 179 | Појединачна домаћинства која имају радио                                                         | 33872    |
| 180 | Појединачна домаћинства која имају телевизор                                                     | 38349    |
| 181 | Појединачна домаћинства која имају фрижидер                                                      | 35275    |
| 182 | Појединачна домаћинства која имају машину за веш                                                 | 29994    |
| 183 | Појединачна домаћинства која имају аутомобил или комби                                           | 18272    |
| 184 | Појединачна домаћинства која имају рачунар                                                       | 15053    |
| 185 | Појединачна домаћинства која имају фиксну телефонску линију                                      | 18980    |
| 186 | Појединачна домаћинства која имају мобилни телефон                                               | 28439    |
| 187 | Појединачна домаћинства која имају приступ интернету                                             | 10564    |